# فینال لیگ قهرمانان اقیانوسیه ۲۰۱۹
فینال لیگ قهرمانان اقیانوسیه ۲۰۱۹ بازی نهایی لیگ قهرمانان اقیانوسیه ۲۰۱۹ بود، هجدهمین دوره مسابقات قهرمانی باشگاه‌های اقیانوسیه، مسابقات فوتبال باشگاهی برتر در اقیانوسیه بود که توسط کنفدراسیون فوتبال اقیانوسیه (اواف‌سی) سازماندهی شد و سیزدهمین فصل با نام فعلی لیگ قهرمانان اقیانوسیه بود.
فینال به صورت تک مسابقه بین تیم‌های مجنتا و هیانگن اسپورت در کالدونیای جدید برگزار شد. این مسابقه در ورزشگاه نوما دالی مجنتا در نومئا در ۱۱ مه ۲۰۱۹ برگزار شد.
هیانگن اسپورت فینال را ۱–۰ برد تا برای اولین بار قهرمان لیگ قهرمانان اقیانوسیه شد.

## مسابقه
| مجنتا | ۰–۱   | هیانگن اسپورت |
| ----- | ----- | ------------- |
|       | گزارش | - روینی ۶۶'   |

| مجنتا | هیانگن اسپورت |